# Gaberl
Das Gaberl ist ein Gebirgspass und ein Skigebiet in der Steiermark. Die Gaberl Straße führt auf bis zu 1547 m ü. A. (nach anderen Angaben 1551 m) zwischen Gleinalpe im Norden und Stubalpe im Süden von Köflach ins obere Murtal. Bei Teilen der Westrampe handelt es sich um eine ehemalige Römerstraße, eine historische Salz- und Weintransportroute, die über das Alte Almhaus in die Weststeiermark führte und beim Stüblergut auf der Westseite des Passes noch erkennbar ist (Lage).
Auf der Passhöhe steht das Gaberlhaus, das auf mehr als 150 Jahre Geschichte zurückblicken kann. Der damalige Besitzer Gabriel Klauzer, „Gaberl“ genannt, wurde Namenspatron des Passüberganges. Das Gaberlhaus war zeitweise im Besitz der Sektion Köflach des ÖAV und wurde als Schutzhütte betrieben. Heute ist das Gaberlhaus ein ÖAV-Vertragshaus.
Südlich des Gaberls verbindet der etwa gleich hohe Hirschegger Sattel ebenfalls das Murtal mit Köflach.

## Geschichte
Bereits in römischer Zeit gab es vermutlich einen Verbindungsweg, welcher von Piber und Maria Lankowitz kommend über das Gebiet des Alten Almhauses in den Knittelfelder Raum führte. Um 1420 werden drei Gehöfte mit dem Vulgonamen Stübler auf der Piberalm in einem Urbar der Grafen von Montfort erwähnt, welche mit Salz aus der Obersteiermark handelten. Aus dem mittleren der drei Gehöfte entstand das spätere Stüblergut mit Gasthaus. Durch das Stüblergut wurde die Passhöhe auch als Stubalpe bezeichnet. Die Montforter besaßen in ihrem 1420 als Freiung genannten Amt Salla eigene Gerichtsrechte, wodurch dem Landesrichter hier keine Rechte zustanden.
In der Zeit um 1790 gab es noch keine direkten Weg von Salla in das obere Murtal, sondern die Straße verlief von Maria Lankowitz über das Alte Almhaus und das Stüblergut. Das Kreisamt von Graz beschloss im Jahr 1822 den Bau der heutigen Gaberl Straße von Köflach über Salla und die Nestleralpe, welcher vom Bezirkskommissär Peter Tunner aus Salla geleitet wurde. Der Bau war im Jahr 1831 noch nicht vollständig abgeschlossen. Um 1860 wurde ein Viehhalterhaus auf der Passhöhe von einem Gabriel Klautzer bewirtschaftet, welcher es auch als Wirtshaus betrieb. Da er zu Bekanntheit unter den Wanderern und Handwerksburschen gelangte, wurde die Gegend bald beim Gaberl genannt. Ab der Zeit um 1900 kamen auch Touristen auf das Gaberl, so dass die Sektion Köflach des DuÖAV im Jahr 1909 das Gaberlschutzhaus errichtete, welches ab dem März 1914 über einen eigenen Telefonanschluss verfügte. Ab etwa 1910 kam der Wintertourismus auf dem Gaberl auf und das Schigebiet wurde weiter ausgebaut, bis es 1963 fünf Skilifte umfasste.
Um 1914 begann der Verkehr über die Gaberl Straße stark zuzunehmen, und die Strecke von Söding über das Gaberl wurde zu einer der Hauptverkehrsadern des Bezirkes Voitsberg. Man begann auch über eine Verstaatlichung der Straße nachzudenken, wodurch sie ab Salla zu einer Bezirksstraße II. Klasse wurde. Im Jahr 1929 sollte der Verbindungsweg zum Alten Almhaus für Autos befahrbar gemacht werden. Kurz vor dem Ende des Zweiten Weltkrieges erfolgten mehrere Transporte von Gefangenen und Juden über das Gaberl in die Obersteiermark, wobei es zwischen Salla und der Passhöhe zu mehreren Erschießungen kam. Nach dem Zweiten Weltkrieg und vor allem nach der Fertigstellung des Gleinalmtunnels 1978 nahm das reguläre Verkehrsaufkommen stark ab. Dafür wurde das Gaberl ab etwa 1950 zu einem beliebten Ausflugsziel. Im Oktober 1962 wurde die Hochspannungsleitung über das Gaberl fertig gestellt. Am 1. März 1963 wurde die von der Wasserversorgungsgenossenschaft Stubalpe errichtete Wasserversorgungsanlage eingeweiht. Zwischen 1981 und 1983 wurde die Straße aufs Gaberl ausgebaut und neu trassiert.

## Tourismus
Das Gaberl ist für das angrenzende Umland ein vielbesuchtes Naherholungsgebiet. Im Sommer eignet sich das Gebiet für ausgedehnte Wanderungen. In Nord-Süd-Richtung führt der Nord-Süd-Weitwanderweg (05) über den Pass. Im Winter werden in der Schiregion Gaberl mehrere Schlepplifte betrieben. Das ehemalige Schigebiet Wiedneralm, heute der Standort vieler Wochenendhäuser, zeugt aber auch vom Wandel im Tourismus.

## Verkehr und Handel
Das Gaberl ist von Köflach aus mit der Linie 726 des ÖBB-Postbus erschlossen, die an Samstagen, Sonntagen und Feiertagen dreimal täglich von Köflach zum Gaberl und zurück fährt.
Jedes Jahr am 26. Juli findet mit dem Annamarkt ein Viehmarkt auf dem Gaberl statt.

## Windkraftanlagen
2006 wurde am Gaberl ein kleiner Windpark mit zwei Windkraftanlagen und einer Gesamtleistung von 1600 kW in Betrieb genommen (Lage). Der erzeugte Strom wird in das Netz der Stadtwerke Köflach eingespeist.

## Bauwerke und Sehenswürdigkeiten

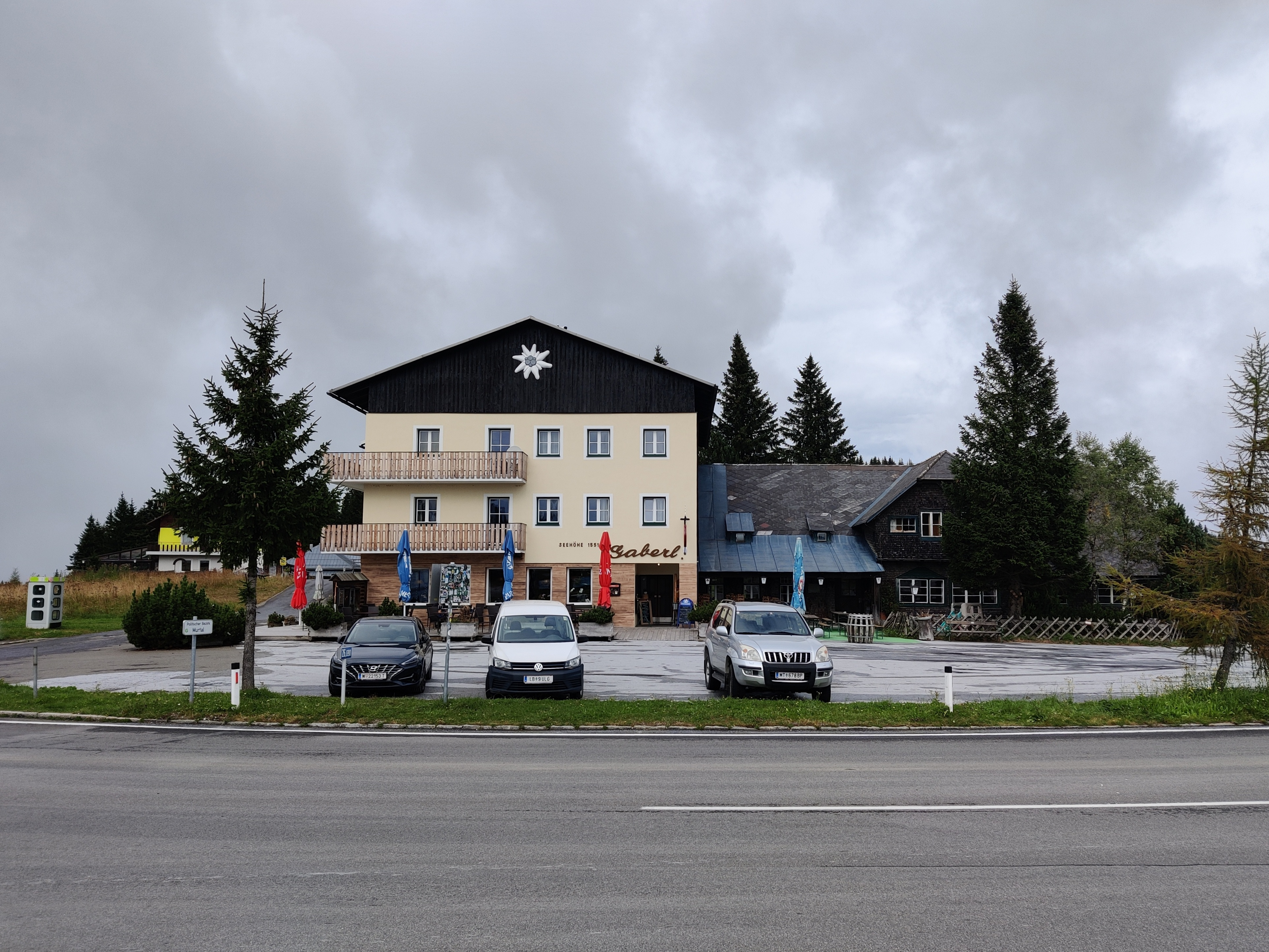
Das Gaberlhaus 2023

Das Gaberlschutzhaus (ursprünglich: Stubalpenhaus „Gaberl“), von 1882 bis 1906 eine von Ignaz Schmölzer (* 1. Februar 1830, † 30. Mai 1919) und danach bis 1908 von dessen Sohn geführte einfache Almhütte, wurde im Frühsommer 1908 von der Sektion Köflach des Deutschen und Österreichischen Alpenvereins in Betrieb genommen und in der Folge von Stadtbaumeister Alois Kri(e)chbaum anhand von Plänen des Baumeisters Richard Payer um- und ausgebaut. Die feierliche Eröffnung des Hauses fand am 11. Juli 1909 statt. In den Jahren 1962/63 wurde das Schutzhaus renoviert sowie erweitert, und in den nachfolgenden Jahrzehnten erfolgten weitere Um- und Zubauten. 
Die Gaberlkirche wurde am 11. Oktober 1970 vom Bischof Johann Weber eingeweiht.
Das Wöcherlkreuz wurde am 20. September 1936 eingeweiht und nach seiner Zerstörung durch ein Hochwasser im Jahr 1950 neu errichtet. Daneben gibt es am Morasutti-Weg einen Herz-Jesu-Bildstock und das Jodlbauerkreuz.